# Palòmbia
Palòmbia, oficialment la República Palombiana, és un país imaginari de l'Amèrica del Sud descrit en les històries del còmic belga Espirú i Fantàstic i el lloc de naixement i hàbitat natural del Marsupilami, creat per André Franquin el 1951-52 a l'àlbum Spirou et les héritiers, traduït el 1968 al català com Espirú i els Hereus per Johanna Givanel Pasqual.
Franquin hi deixa anar amb ironia àcida el seu menyspreu de les dictadures, els uniformes i el militarisme, antimilitarisme que va tenir el seu apogeu a l'àlbum QRN sur Bretzelburg, un altre regne imaginari, sota la dictadura del general Schmetterling. El nom és una al·lusió a Colòmbia, inspirat del tudó, amb el seu nom científic Colomba palumbus. El país se situa entre Veneçuela, el Perú, el Brasil i Colòmbia, i es descriu com «el país més petit de l'Amèrica Llatina», té dos països veïns imaginaris: Guaracha i Aguaschatas. L'idioma oficial és el castellà i la capital és Chiquito. El riu més important és el Soupopoaro (un joc de mots, en pseudocastellà, llegit a la francesa significa sopa de porros).